# Croton leptophyllus
Espèce
Croton leptophyllus est une espèce de plantes à fleurs du genre Croton et de la famille Euphorbiaceae présente au sud du Brésil.
Il a pour synonyme :
- Oxydectes leptophylla, (Müll.Arg.) Kuntze